# فالنچین (شهرستان گرویتس)
فالنچین (به لهستانی:  Falęcin) یک روستا در لهستان است که در گمینا گرویتس واقع شده‌است.